# Милль (денежная единица)
Милль, миль, мил, милльем, мильем, миллим, милесимо — локальные наименования денежных единиц, равных 1⁄1000 основной валюты, имеющие общую этимологию (все они в конечном итоге происходят от лат. Mīlle — тысяча). В частности, миллим — разменная денежная единица, равная 1⁄1000 тунисского динара, милльем — 1⁄1000, например, египетского фунта, миль — 1⁄1000, например, мальтийского фунта. Милль — счётная денежная единица, используемая в США и равная 1⁄1000 доллара (обозначается символом ₥).

## США

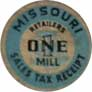
Налоговый жетон номиналом 1 милль

Монетным актом США 1792 года милль установлен разменной денежной единицей, равной 1/1000 доллара США. Однако ни этим, ни последующими монетными актами не предусматривалась чеканка монет в миллях.
В некоторых штатах выпускались жетоны номиналом 1⁄1000 доллара или 1 милль. В частности, такие жетоны были широко распространены во время Великой депрессии как знаки уплаты налога на продажу при малых покупках.
Термин используется в финансовых расчётах в значении «промилле». Выражение «ежегодный налог на имущество составляет 15 миллей» означает, что владелец дома с оценочной стоимостью, к примеру, 100 тысяч долларов, обязан ежегодно выплачивать 1500 долларов.

## Мальта
С 1972 по 1994 годы на Мальте в обращении находились монеты номиналом 2, 3 и 5 милей. 10 милей приравнивались к 1 центу.

## Гонконг
Миль использовался в Гонконге с 1863 по 1866 годы. Был отменён в связи со своей непопулярностью.

## Кипр
Находился в обращении с 1955 по 1983 годы. Выпускались банкноты в 500 и 250 милей, казначейские билеты в 500 и 250 милей, а также монеты в 100, 50, 25, 5, 3 и 1 миль.

## Палестина

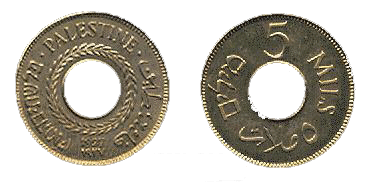
Палестинский миль

Миль — с 1927 по 1948 год разменная монета, равная 1⁄1000 палестинского фунта, выпускавшегося Валютным советом Палестины, тогда подмандатной территории Великобритании.

## Израиль
После создания в 1948 году Государства Израиль Англо-Палестинский банк выпустил в обращение банкноту достоинством 500 милей.
В первые годы существования Израиля в стране ощущалась резкая нехватка в повседневном обращении мелких денег для размена. Из-за отсутствия металла, нужного оборудования и специалистов министр финансов Элиэзер Каплан решил выпустить в оборот бумажные деньги мелкого (монетного) номинала. Так, поступили в обращение 50 и 100 милей. Печатала первые выпуски типография «Левин — Эпштейн» в Тель-Авиве, на бумаге низкого качества, без водяных знаков. Из-за своеобразного дизайна эти «монеты» в народе называли «ковриками».
Уже к концу 1948 года была выпущена первая израильская монета — 25 милей. За помощью в разработке дизайна обратились к местному нумизматическому обществу, которое предложило принять за основу внешний вид древней монеты времён Бар-Кохбы (132—135 годы н. э.), сохранив название «миль» как дань традиции периода мандата. В обращение поступили два выпуска монеты. Первый, 1948 года (5708) с буквенной датировкой по еврейскому летоисчислению, «תש»ח«, чеканился в Холоне, а второй, 1949 года (5709) с датировкой „תש“ט», — в Иерусалиме.

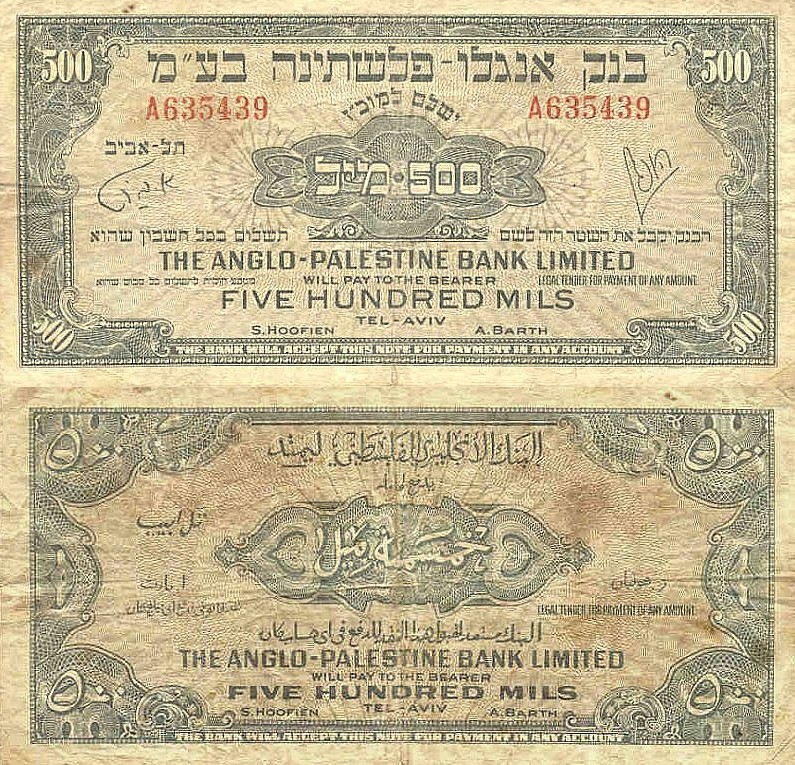
Банкнота достоинством 500 милей
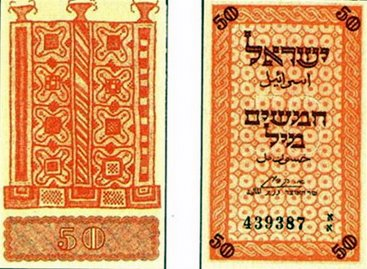
50 милей
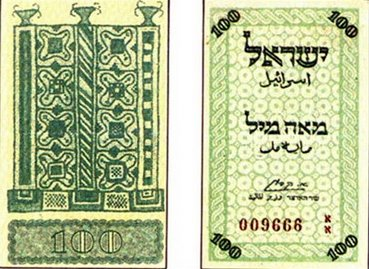
100 милей
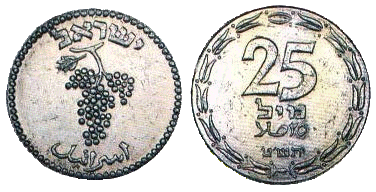
Первая израильская монета достоинством 25 милей

## Тунис
Миллим — разменная монета Тунисской Республики, равная 1/1000 тунисского динара. Выпускались монеты в 100, 50, 20, 10, 5, 2 и 1 миллимов.

## Египет
Милльем — разменная монета Арабской Республики Египет, равняется 1/1000 египетского фунта. Выпускались монеты в 20, 10, 5, 2 и 1 милльемов.

## Судан
Милльем — разменная монета Демократической Республики Судан, равняется 1/1000 суданского фунта. Выпускались монеты в 10, 5, 2 и 1 милльем.

## Ливия
Милльем — разменная монета Ливии до сентября 1971 года, равная 1/1000 ливийского фунта. Выпускались монеты в 5, 2 и 1 милльем.

## Чили
Милесимо — денежная единица Республики Чили с 1 января 1960 года до 30 сентября 1975 года, равная 1/1000 чилийского эскудо.